# Hippolyte de Saint-Alphon
 (février 2021).
Si vous disposez d'ouvrages ou d'articles de référence ou si vous connaissez des sites web de qualité traitant du thème abordé ici, merci de compléter l'article en donnant les références utiles à sa vérifiabilité et en les liant à la section « Notes et références ».
Hippolyte de Saint-Alphon, né vers 1352 et décédé en 1397, est un troubadour et poète poitevin du XIVe siècle.

## Biographie
Les origines familiales
Sa famille tire son nom d'une ancienne abbaye carolingienne qui fut érigée en l'honneur d'un dénommé Alphonse, évangélisateur du Poitou.
Ainsi, le cartulaire de l'Abbaye Sainte-Croix de Poitiers[réf. non conforme] mentionne en août 1303, Ludovicus di (ou de) Sancti Alphonsii qui serait semble-t-il le père d'Hippolyte.
L'enfance
En 1363, alors qu'Hippolyte n'a que 11 ans, son père Louis de Saint-Alphon est tué lors d'une bataille contre les Anglais, il hérita donc la terre de Cheneuzac, sise en Charente, près d'Angoulême.
Les débuts
En 1364, alors que le jeune Charles V le Sage est sacré Roi de France, Hippolyte quitta son Poitou natal pour la cour.
Un jour, lors d'une chasse à courre, Jeanne de Bourbon (femme du roi Charles V) l'entendit chanter, et tomba sous son charme, si bien que la rumeur prétendait que le dauphin Jean, né à Vincennes le 7 juin 1366, serait le fils d'Hippolyte et de Jeanne, mais celui-ci mourut 6 mois plus tard dans d'étranges conditions qui laissent présager que certaines personnes ne voulaient pas que la couronne de France tombe dans les mains d'un bâtard.
La gloire
Grâce à sa proximité avec la reine, Hippolyte vint très souvent à Vincennes pour gratifier la famille royale de ses talents, puis au château de Beauté, construit il y a peu par le roi.
Le frère de celui-ci, Louis Ier d'Anjou aurait dit :
Je laisse ma place en Anjou
Contre la sienne en Poitou
La fuite
Le jour de Noël 1395, il rencontra une jeune fille, appelée Aliotte, dont il fait le portrait dans le poème Blancheur céleste, et bien vite il en tomba amoureux.
Il rentra donc avec Aliotte à Cheneuzac où naquit Louis II de Saint-Alphon le 2 février 1397, jour de la présentation de Jésus au Temple.
Mais la malédiction de l'amour de Jeanne devait le poursuivre, car cette même année, Hippolyte mourut de la peste noire, laissant à Aliotte la terre de Cheneuzac dont elle prit le nom pour ainsi devenir Aliotte de Cheneuzac.

## Note
1. ↑  Yvonne Labande-Mailfert, Histoire de l'abbaye Sainte-Croix de Poitiers: 
quatorze siècles de vie monastique.
2. ↑  « Google Maps », sur Google Maps
3. ↑  Pierre de Monternault, Errances et Recueils.